# St. Andreas (Geilertshausen)

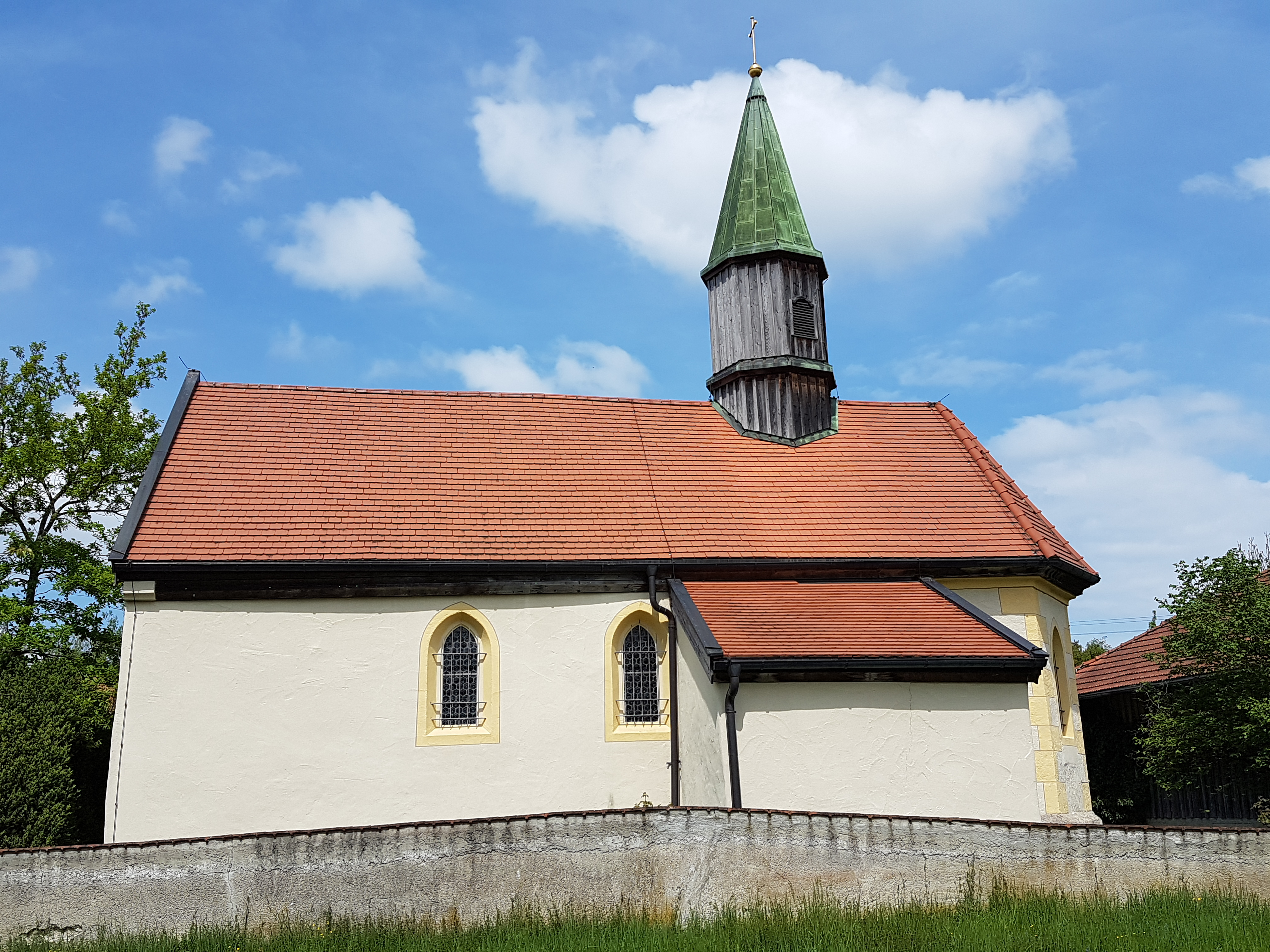
Kirche St. Andreas in Geilertshausen

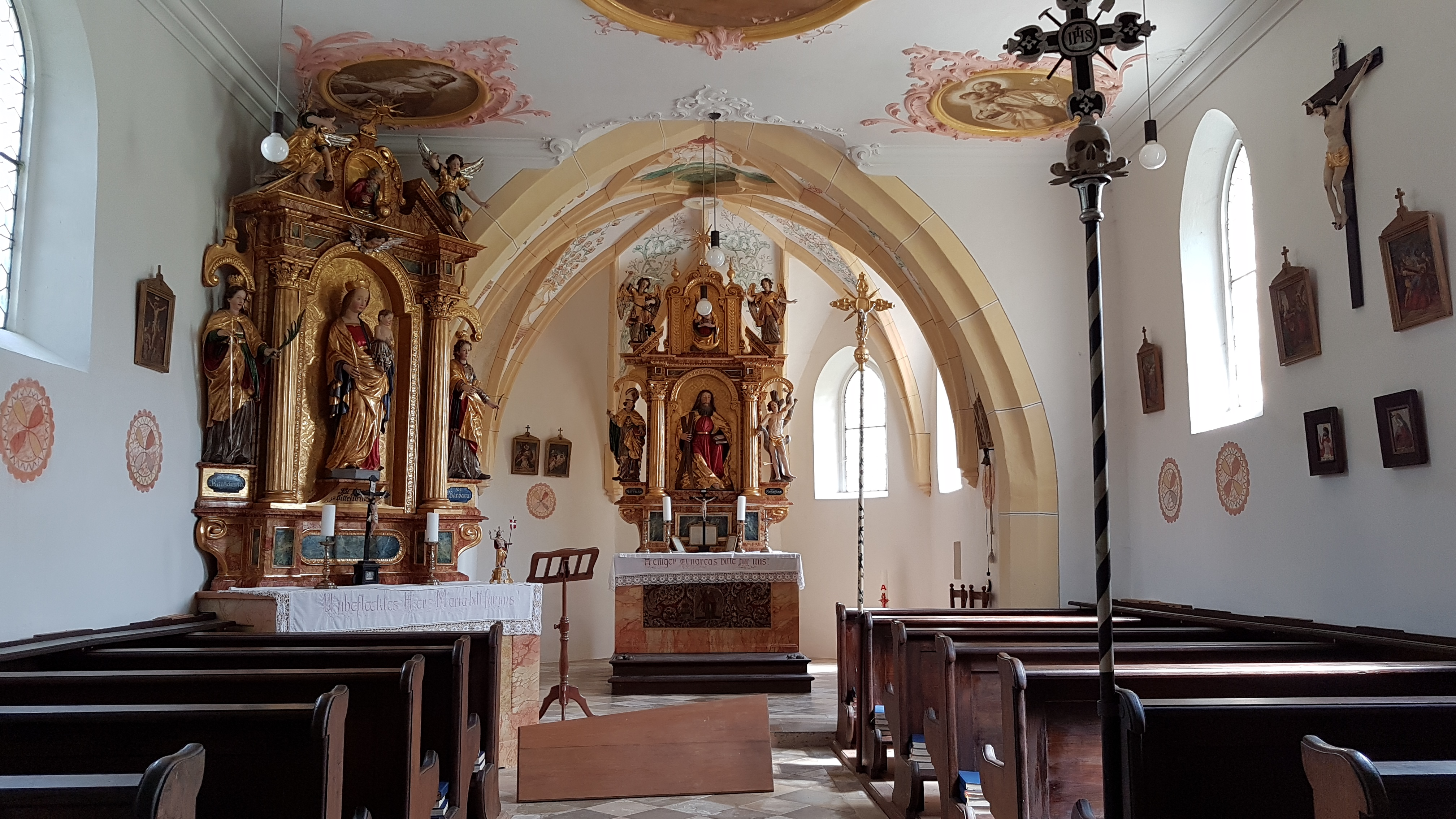
Innenansicht

Die katholische Filialkirche St. Andreas in Geilertshausen, einem Ortsteil der oberbayerischen Gemeinde Egling im Landkreis Bad Tölz-Wolfratshausen, wurde Anfang des 16. Jahrhunderts errichtet. Die Kirche ist ein geschütztes Baudenkmal.

## Beschreibung
Im frühen 16. Jahrhundert erfolgte die Umgestaltung des im Kern älteren Langhauses und 1609 wurde der eingezogene, fünfseitig geschlossene Chor mit einem Netzrippengewölbe neu errichtet. Der flache Saalbau besitzt einen 1924 erneuerten Dachreiter.
Die Langhausdecke ist mit sparsamem Rocaillestuck, vermutlich aus dem Jahr 1912, versehen. An der nördlichen Chorwand sind spätgotische Malereien erhalten: Pietà mit dem heiligen Leonhard, einem heiligen Bischof und Stiftern; Drachenkampf des heiligen Georg, darunter der Gekreuzigte mit kniendem Stifter. Die Langhausfresken von Anton Niedermaier stammen aus dem Jahr 1912.

## Ausstattung
Die spätgotische Sakramentsnische wird um 1500 datiert.
Der Hochaltar mit einer Holzskulptur des heiligen Andreas (um 1480), dem Schutzpatron der Kirche, wurde 1651 geschaffen. Seitlich stehen die Skulpturen des heiligen Sebastian und des heiligen Korbinian aus dem Jahr 1651. Im Auszug ist eine Madonna mit Kind des frühen 16. Jahrhunderts zu sehen, die von zwei Engeln flankiert wird.
Im Seitenaltar steht eine Muttergottes aus der Zeit um 1420/30, die von der heiligen Katharina und der heiligen Barbara flankiert wird. Beide Skulpturen werden um 1650 datiert.
Die Kreuzwegstationen wurden im Jahr 1873 von Joseph Mangold geschaffen.
An der Westempore sind volkstümliche Malereien zu sehen.

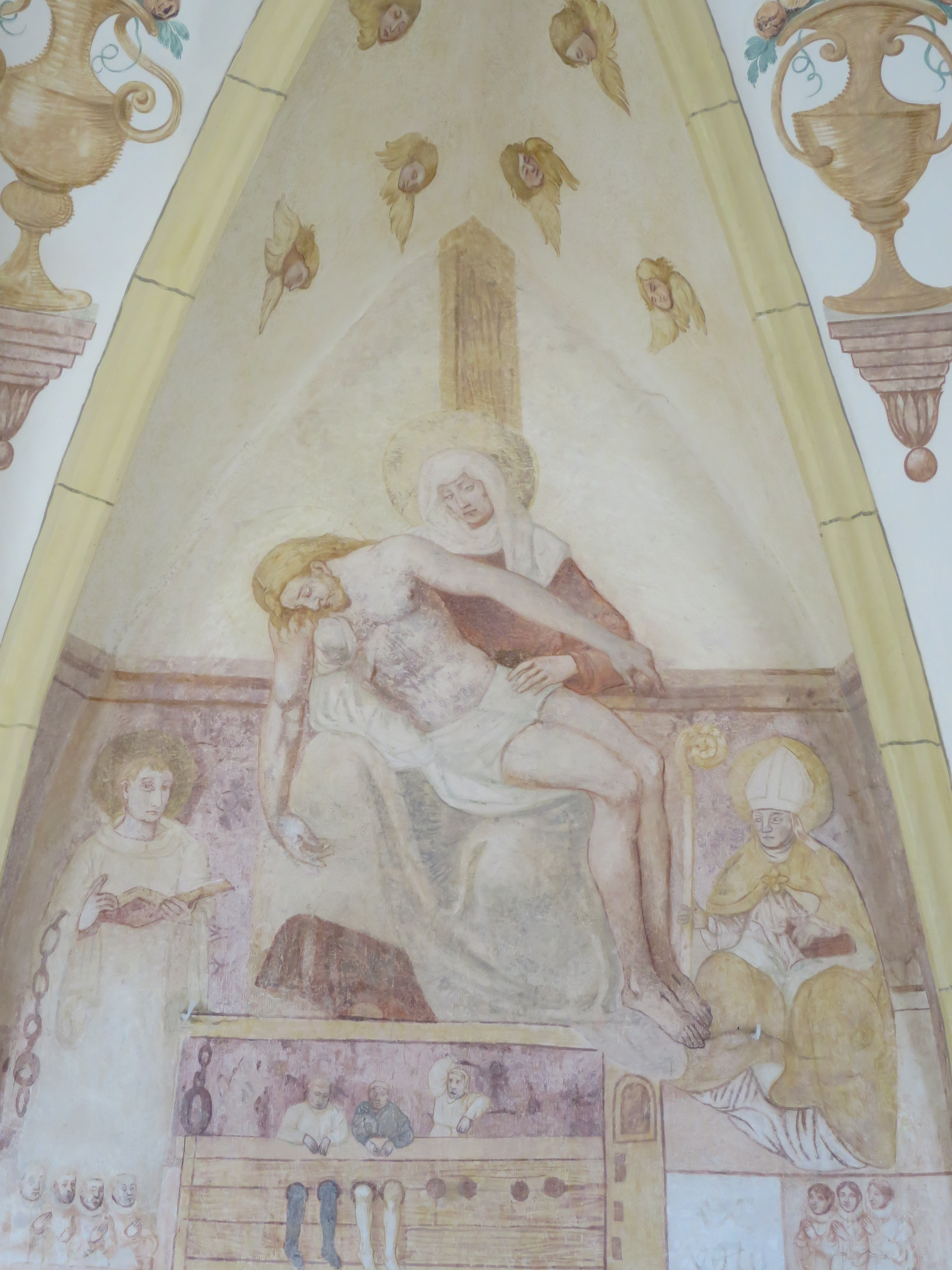
Spätgotische Malerei im Chor
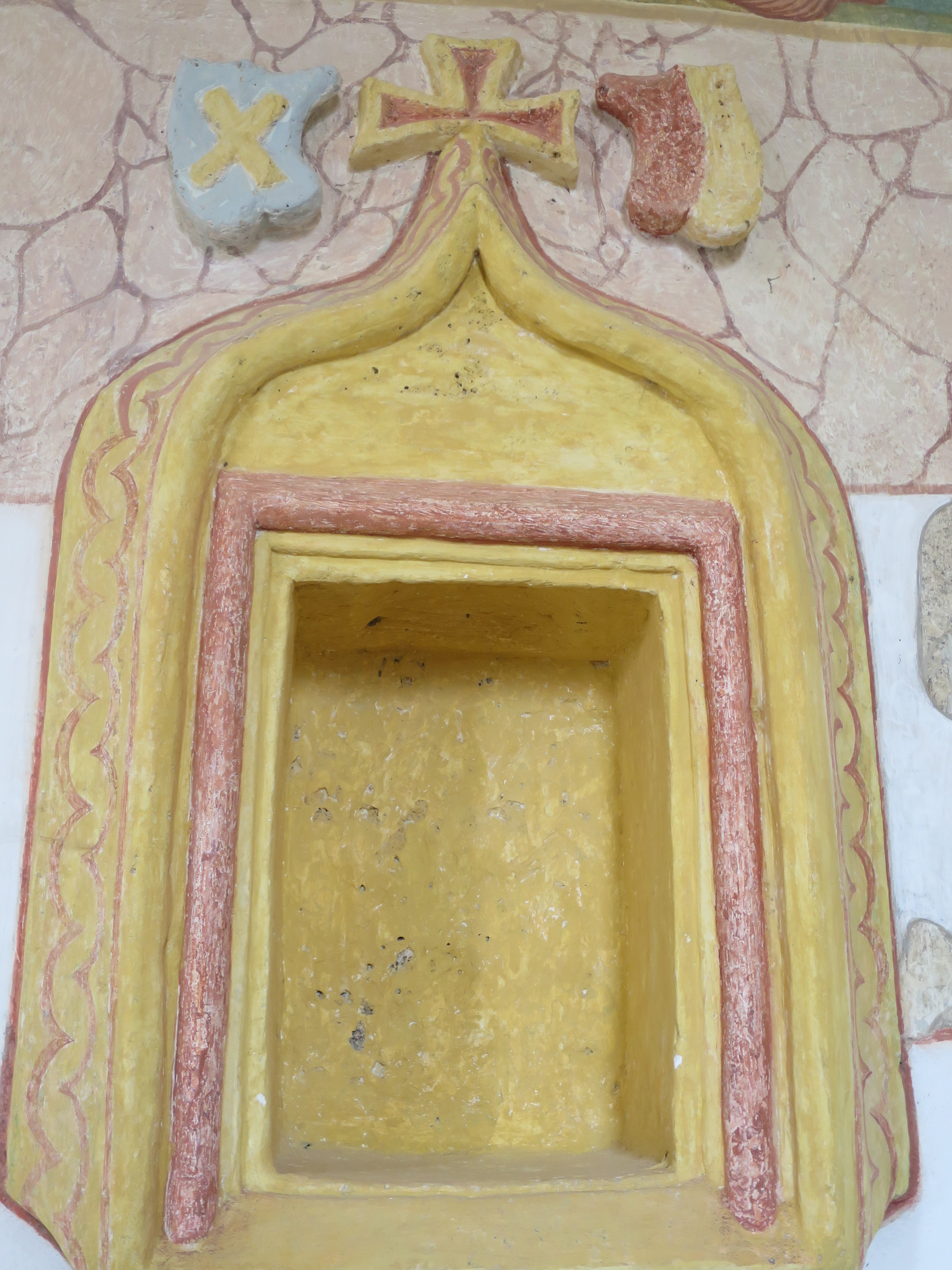
Sakramentsnische (um 1500)
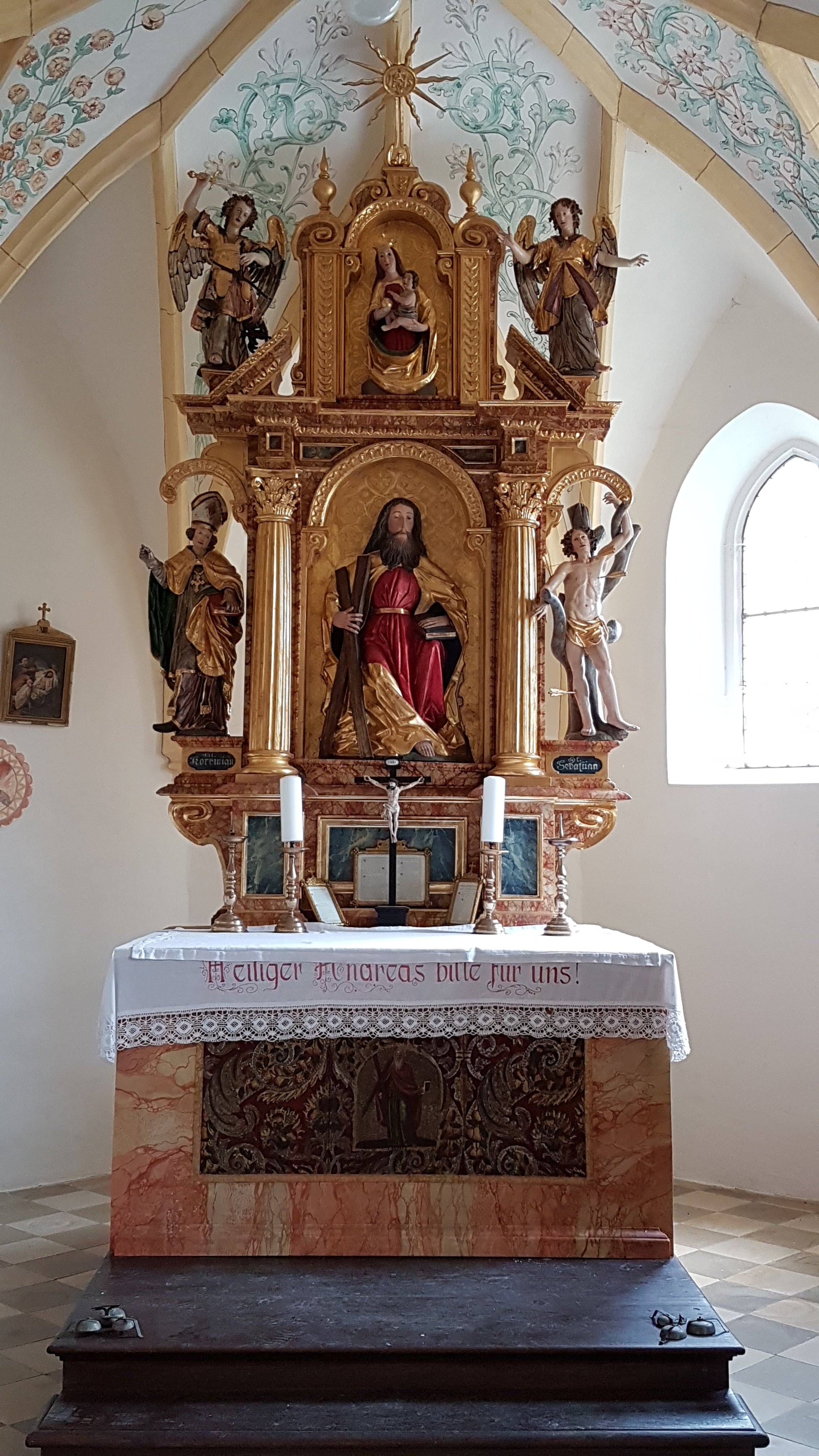
Hochaltar
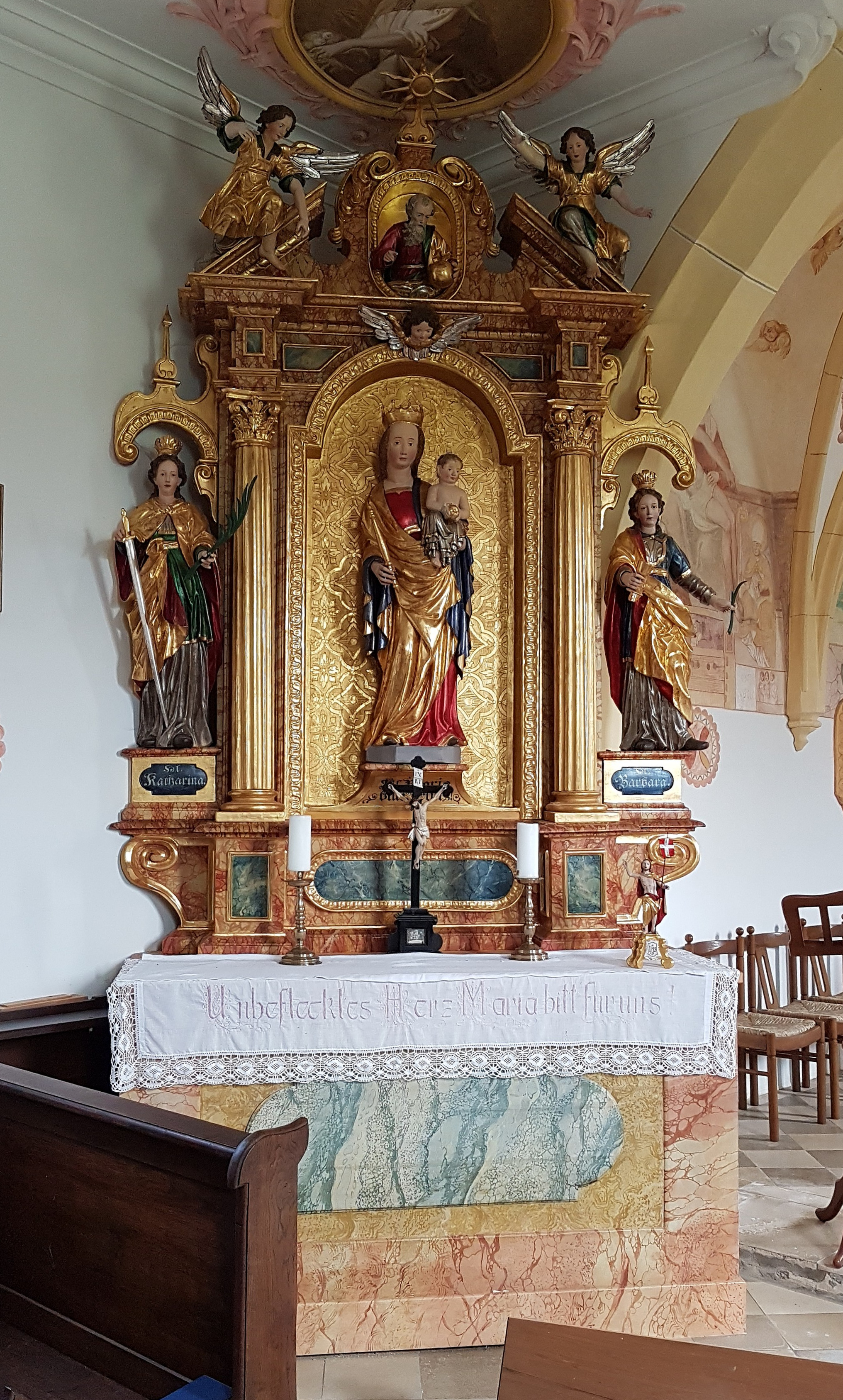
Seitenaltar